# Un dono semplice
Un dono semplice è un film per la televisione del 2000, diretto da Maurizio Zaccaro.
Realizzato per Rai 2 su sceneggiatura di Silvia Napolitano, vede tra gli attori Virna Lisi, F. Murray Abraham, Regula Grauwiller e Valeria D'Obici.
Fu girato nel 2000 principalmente in Sri Lanka e prodotto da Giovanni Di Clemente per Clemi Cinematografica.